# Wilhelm Wiehe (1858–1916)
Wilhelm Wiehe, född den 10 februari 1858 i Kristiania, död den 18 augusti 1916, var en norskfödd dansk skådespelare. Han tillhörde en känd skådespelarsläkt. Såväl hans far, som också hette Wilhelm, som två av dennes bröder, Michael och Johan Wiehe, hade detta yrke. Dessa var i sin tur dottersöner till Michael Rosing. Wiehe var gift första gången med skådespelerskan Charlotte Wiehe-Berény och andra gången med skådespelerskan Augusta Blad. 

## Filmografi (urval)
- 1911 - Den farlige leg